# アルダの年表
アルダの年表（アルダのねんぴょう）には、J・R・R・トールキンの創作に関連した、いくつかの年表を含む。

## 時の外の出来事
- エル・イルーヴァタールは時なき館（刻のない室々）とアイヌアを創造した。
- アイヌアはアイヌリンダレ、つまりアルダのビジョンに通じるアイヌアの音楽を創造した。メルコールは自分自身の考案で音楽を乱そうとしたが、エルのテーマに変奏を加えるだけに終わった。
- エルはエア（世界）を創造し、中心に神秘の焔を置いた。
- 多くのアイヌアがエアに入った。

## アルダの出来事
太陽の創造の前は、ヴァラ年で年代を数え、すべての年代が正確に記録された訳ではない。そのような場合は、既知の年代との前後関係を示す。

### ヴァラ年
- 1 - ヴァルダが星々を創ったのを含め、長い年月にわたるエアでの創造が終わった後に、ヴァラールはアルダの創造と同時にそこに降りたった。
- 最初の戦 メルコールはかれの同胞を強襲して、かれらがアルダの中で築き上げようとした規則正しい対称を乱した。
- 1500 - トゥルカスの到来。アルダへ降りたった最後のヴァラールである。メルコールは逃げ、エアの館に隠れた。
- ヴァラールは仕事を再開し、かれらの好みにあわせ陸と海を変えた。

### 灯火の時代
- 1900 - イルルインとオルマルの二つの灯火が世界を照らすために柱の上に置かれた。
- ヴァラールはアルダのかたちを整えた。かれらはそこに住まうためにアルマレンの島を創った。
- アルダの春 : まずはじめに森林が育ち、そして動物が目覚めた。
- メルコールの間者と秘密の友人（そのかしらはアウレの民の偉大な職人であり後にサウロンと呼ばれた）がヴァラールは労働に疲れきっているとメルコールに知らせた。
- 3400 - トゥルカスとネッサの結婚。メルコールは追随者と共に秘かにエアから戻って、ウトゥムノを造り始めた。
- メルコールはアルダの大地と生き物を崩壊させ始め、気持ちの悪い奇怪な形に変えていった。
- ヴァラールはメルコールの帰還に気づき、かれの要塞を探し始めた。
- 3450 - メルコールとかれの追随者が二つの灯火とアルマレンの島を破壊した。アルダの春の終わり。
- ヴァラールは大災害から救えるものを救う間に、メルコールはウトゥムノに退却した。
- ヴァラールは、アマンに新しい故郷を確立し、それを防御するためにペローリを隆起させた。
- 3500 - ヤヴァンナは二つの木を創った。

### 二本の木の時代
一貫性のために、以下の日付は、ヴァラ年で与え続ける。いくつかの場合、4580年以後は、正確な年代順は決定することができない。そして、日付のない項目の配置は推定による。
- 3501 - 二本の木の時代の元年として新しい紀年が始められた。
- 鍛冶神アウレは、ドワーフを創造したが、かれらを目覚めさせることを許されなかった。ヤヴァンナは対抗してエントを考えた。
- 4500 - ヴァラールは、中つ国に関するオロメとヤヴァンナの関心とエルフの差し迫った到来について議論するために会議を開いた。
- ヴァルダはGreat Starsのために二つの木からの光を集め始めた。
- ヴァルダは空にメネルマカールや他の星座を配置した。
- 4550 - ヴァルダは、メルコールへの挑戦として北にヴァラールの鎌（北斗七星）をはめ込んで、Great Starsへのかの女の仕事を終えた。

### 第一紀
ヴァルダがGreat Starsを完成した後、イルーヴァタールの子らの第一紀はエルフが目覚めたことで始まった。
- 4550年 - エルがエルフを目覚めさせた。
- マイアのメリアンは中つ国に向け旅立った。
- 4580年 - メルコールはエルフを発見して、秘かに捕らえ始めた。
- メルコールは捕えたエルフからオークを作りはじめた。トロルも作りはじめた。
- 4585年 - オロメは初めてエルフに気づいた。
- 4586年 - オロメはヴァリノールに戻って、エルフが直面している危険を他のヴァラールに知らせ、すぐにクイヴィエーネンに戻った。
- 4590年 - ヴァラールはエルフのためにメルコールとの戦争に赴いた。
- 4592年 - ヴァラールはウトゥムノを包囲した。
- メリアンはナン・エルモスに住み、ベレリアンドで目覚めた生き物を保護しはじめた。
- 4599年 - メルコールは捕らわれ、ウトゥムノは破壊された。サウロンは捕縛を免れ、アングバンドに残ってメルコールのためにオークとトロルを飼育した。
- 4600年 - メルコールは、ヴァリノールに手かせ足かせをはめられた状態で連れて行かれて、三紀の間マンドスの館に留まるとの判決を下された。
- 4601年 - ヴァラールは、アマンでともに住むようにエルフを召喚すると決めた。
- 4602年 - オロメはアマンにエルフの3人の代表を連れて来た。ヴァンヤールのイングウェ、ノルドールのフィンウェ、およびテレリのエルウェである。
- 4604年 - 3人の代表は戻って、ヴァラールの召喚を受け入れるようにエルフを説得した。かれらは多くの追随者をえた。
- 4605年 - エルフの「大いなる旅」 : エルフはアマンにむけ出発した（すべてが召喚に応じたわけではない。エルフの分裂を参照）。
- 4615年 - エルフは後にアンドゥインと呼ばれる大河に達した。
- レンウェ（または、ダン）の下のテレリの一部は、アンドゥインで行軍をやめナンドールとなった。
- エルがドワーフの父祖たちと最初のエントを目覚めさせた。エルフは、エントを発見して、言語をかれらに教え始めた。
- 4625年 - ヴァンヤールとノルドールはベレリアンドに到着した。
- 4628年 - テレリはエリアドールのすばらしい森林で遅れた後に、ベレリアンドに到着した。
- 4630年 - エルウェはメリアンに出会い、魅了された。
- 4632年 - ウルモは、エルウェが見つかるまで待つのを望まなかったので、ヴァンヤールとノルドールはトル・エレッセアの島に渡った。一方、テレリはかれらの王を待って、後に残った。
- 4633年 - ヴァンヤールとノルドールはヴァリマールの近くにティリオンに住みついた。
- 4640年 - イングウェとヴァンヤールの多くはティリオンを離れ、マンウェと共にヴァリノールに住まった。
- 4642年 - ヤヴァンナは白の木ガラシリオンをノルドールに与えた。
- 4649年 - ウルモがテレリのために最終的に戻ったが、多くが、エルウェがまだ見つからないので後に残り、シンダールになった。 別の一団はオッセの依頼で後に残り、かれらはキーアダンの下でファラスリムになった。
- 4651年 - テレリの大部分が、エルダマールの湾のトル・エレッセアに渡った。かれらはエルウェの兄弟オルウェを支配者とみなした。
- 4652年 - エルウェは眠りから覚め、シンダールのところに戻り、ドリアスに居を定め、シンゴルとして知られるようになった。
- フィンウェがミーリエルと結婚した。
- 4661年 - トル・エレッセアのテレリは造船のわざを学んで、エルダマールの湾を横切ってアマンに渡った。そこで、アルクウァロンデの都を見いだした。トル・エレッセアは放棄された。
- 4665年 - 最後のヴァンヤールはティリオンを去り、アマン本土に住みついた。ノルドールはかれらの支配者フィンウェの下でティリオンに残っていた。
- 4679年 - フェアノールの誕生とミーリエルの死。ルーミルはサラティという文字を発明した。
- ドワーフがノグロドとベレグオストを建設。
- 4685年 - フィンウェはインディスと結婚した。フィンディス生まれる。
- 4690年 - フィンゴルフィン生まれる。
- 4700年 - ルーシエン生まれる。
- イリメ生まれる。
- ファラスリムはシンダールと同盟を結んだ。
- 4730年 - フィナルフィン生まれる。
- 4750年 - ノグロドとベレグオストのドワーフはベレリアンドに入り、交易をはじめた。フェアノールがテングワールを開発した。
- 4780年 - フィナルフィンとエアルウェンの結婚。
- 4850年 - デネソールの下ナンドールはベレリアンドに到着し、オッシリアンドのライクウェンディとして知られるようになった。
- 4862年 - ガラドリエルとアレゼル生まれる。
- 4900年 - 審判から解放されたメルコールは何人かのノルドールを堕落させ始めた。
- 4950年 - フェアノールはシルマリルを創りおえた。
- 4990年 - メルコールに欺かれたフェアノールは兄弟に対して武器を向け、ティリオンから追放された。かれの父のフィンウェとノルドールの多くがフォルメノスに追放されたかれに続いた。
- 4992年 - フェアノールはフォルメノスでメルコールと言い争った。メルコールはヴァラールによる捕獲から逃れて、ウンゴリアントと力を合わせた。
- 4995年 - マンウェはノルドールの不和を癒すために、ヴァリマールの祭りにフェアノールを召喚しようとした。メルコールとウンゴリアントは二本の木を破壊して、フィンウェを殺し、シルマリルを盗んだ。フェアノールが最初にメルコールをモルゴスと呼んだ。フェアノールとかれの息子たちはシルマリルを取り戻すために誓いをたて、ノルドールの大部分がヴァリノールから出発した。ノルドールは多くのテレリを殺して、船を奪った。最初の同族殺害である。
- 4996年 - マンドスの予言。ノルドールはヴァリノールから追放され、恐ろしい運命を予言された。ヴァラールはヴァリノールを魔法の島々の背後に隠して、ペローリ山を創った。
- イドリル生まれる。
- 4997年 - モルゴスはアングバンドに戻って、ベレリアンドを奪取しようとした。ベレリアンド第一の合戦。ライクウェンディのデネソールが殺され、ファラスの港は包囲された。ノルドールがヘルカラクセに到着した。フェアノールと息子たちは、インディスの息子たちを裏切って、海を横切り、船を燃やした。中つ国へのノルドールの帰還。モルゴスの軍隊はフェアノールを攻撃した。ダゴール＝ヌイン＝ギリアス、星々の下の合戦である。フェアノールはアングバンドの目前でバルログに殺される。
- ヴァラールは月と太陽を創り始めた。
- 5000年 - 残りのノルドールが中つ国に到着した。月が上る。

## 太陽の時代
ここからの年は標準の長さになる。太陽の時代でもヴァリノールの出来事の日付は正確ではない。
- 1年 - 太陽が初めて航海し、ヒルドーリエンで人間が目覚めた。
- 50年 - ウルモがトゥアゴンとフィンロドに避難所を確立するよう言った。
- 65年 - フィンロドはブリソンバールとエグラレストの間のファラス岬のバラド・ニムラス(「白い角の塔」)の塔を建設した。
- 75年 - ダゴール・アグラレブ: フィンゴルフィンが統治するノルドールがアングバンドの包囲を開始した。
- 100年頃 - ナルゴスロンドの建設: フィンゴンの民はヒスルムから出発した。
- 126年 - ゴンドリンの完成。トゥアゴンの民は秘かにネヴラストから移動しはじめた。
- 265年 - グラウルングはベレリアンドを荒らしたが、アングバンドに追い返された。
- 305年 - ベオルはエダインの第一の家系をベレリアンドに導いた。フィンロドが人間を発見した。
- 341年 - ハルダールとハレスが生まれる。
- 345年 - アレゼルとマイグリンがゴンドリンへもどる。その年のうちに、エオルとアレゼルが死んだ。
- 389年 - 後のドル＝ローミンの領主ハドルの誕生。
- 443年 - ベレン・エアハミオンの誕生。
- 445年 - 後でギル＝ガラドと呼ばれたオロドレスの息子ロドノールの誕生。
- 455年 - モルゴスは、ダゴール・ブラゴルラハ、俄に焰流るる合戦でアングバンドの包囲を破り、決闘でフィンゴルフィンを殺した。フーリンとフオルがソロンドールにゴンドリンに運ばれる。
- 456年 - フーリンとフオルはゴンドリンからドル＝ローミンに戻った。
- 457年 - サウロン、トル・シリオンにあったフィンロドの要塞ミナス・ティリスを奪取する。そこを守っていたオロドレスはナルゴスロンドへ逃れた。トル・シリオンはトル＝イン＝ガウアホス（巨狼の島）に改名される。
- 461年 - バラヒアと仲間は殺され、ベレンは無法者になった。
- 462年 - ベレンはドリアスに向け出発した。
- 463年 - ドル＝ローミンでトゥーリン・トゥランバールが誕生した。ベレンがはじめて、ルーシエンに出あった。
- 465年 - ケレゴルムとクルフィンはナルゴスロンドから追放されて、ヒムリングに旅した。
- 468年 - フィンロドとベレンはトル＝イン＝ガウアホスで囚われた。フィンロドは巨狼に殺されたが、ベレンはルーシエンが救いだした。
- 469年 - ベレンとルーシエンはシルマリルの探索を成就した。ベレンは死に、そしてルーシエンは命を捨てた。ルーシエンはマンドスに嘆願し、ベレンとルーシエンの命が再び与えられた。ベレンとルーシエンはオッシリアンドのトル・ガレンの島で再び肉体を得た。
- 471年 - ニアナイス・アルノイディアド、涙尽きざる合戦。フオルはセレヒの柵で殺され、フーリンはモルゴスに捕らえられる。フオルの息子、トゥオルの誕生。フィンゴン殺される。
- 472年 - ブリソンバールとエグラレストのファラスの港の包囲と陥落。
- 473年 - ニエノールの誕生とリーアンの死。
- 475年 - トル・ガレンでディオル・エルヒールが誕生。
- 494年 - グアサングがトゥーリンのために鍛えなおされ、かれはナルゴスロンドの黒の剣として知られるようになった。
- 495年 - ナルゴスロンドの陥落。トゥオルがゴンドリンに到来。
- 497年 - ディオルはニムロスと結婚した。
- 498年 - ブレシルでのグラウルングおよびトゥーリン・トゥランバールそしてニエノール・ニーニエルの死。
- 499年 - シンゴルが殺され、ドリアスはベレグオストのドワーフに略奪された。ベレン、ライクウェンディ、およびエントはドワーフを打ち破った。メリアンは深い悲しみにくれヴァリノールに戻った。ルーシエンはシルマリルを身に帯びた。ディオルがドリアスを再建した。
- 500年 - ディオルの娘エルウィングの誕生。
- 501年頃 - モルウェンの死。
- 502年頃 - ベレンとルーシエンの最終的な死。ディオルはシルマリルを受けついだ。フーリンの死。
- 505年 - ドリアスは第二の同族殺害で破壊される。ディオル、ニムロス、および息子たちは殺された。ケレゴルム、クルフィン、およびカランシアはすべて殺される。エルウィングはシリオンの河口にむけ、シルマリルと共に逃れた。
- 510年 - ゴンドリンはマイグリンの裏切りにより陥落した。トゥアゴンは崩れ落ちる塔と運命を共にした。グロールフィンデルはエホリアスでバルログを殺したが、かれ自身も殺された。
- 511年 - トゥオルとイドリルは、息子のエアレンディルとゴンドリンの没落による流民を連れて、シリオンの河口へと着いた。
- 525年 - エアレンディルとエルウィングにエルロンドとエルロスが生まれた。
- 560年 - トゥオルとイドリルはエアルラーメで西方に向け船出した。
- 580年頃 - 第三の同族殺害。エアレンディルが離れている間に、残っているフェアノールの息子たちはシルマリルを要求して、シリオンの河口の人々を攻撃した。アムロドは殺された。エルウィングは海の中に身を投げたが、ウルモがエアレンディルのもとに運んだ。エアレンディルは、ヴァラールによる救けを求めヴァリノールに向け船出した。
- 583年 - 怒りの戦い。モルゴスは虚空に投げ出された。ベレリアンドの大部分が海に沈んだ。ヘルカールの海は大いなる入海に向かって水が引き、海底が隆起して、モルドール、ハンド、およびリューンの台地となった。残る二つのシルマリルがマイズロスとマグロールに盗まれるが、地中と海中に失われた。エルフはヴァリノールへ呼び出されて、トル・エレッセアに住み着いた。ガラドリエルは召喚を拒否して、まだ禁がとかれていなかった。少数のノルドールはリンドンに残っていた。多くのシンダールが東に向かい、国を立て後にスランドゥイルの王国となる。

### 第二紀
第二紀は長さ3441年だった。
- 1年 - キーアダンの下でミスロンドつまり灰色港が、ギル＝ガラドの下でノルドールの王国リンドンが建設された。
- 32年 - エダインはヌーメノールに着き、エルロスはヌーメノール最初の王となった。
- 40年頃 - 多くのドワーフがエレド・ルインの荒廃したベレグオストとノグロドを捨てて、モリアでドゥリンの民に合流した。
- 61年 - エルロスの長子、ヴァルダミア・ノーリモンの誕生。後に、さらに3人の子供が生まれる。
- 192年 - タル＝アマンディルの誕生。
- 222年 - ノロンディルの誕生。
- 350年 - タル＝エレンディルの誕生。
- 361年 - エアレンドゥアの誕生。
- 442年 - タル＝ミンヤトゥアとして知られているエルロスは死んだ。 ヴァルダミア・ノーリモンは王座を引き継いだが、すぐに退位し、タル＝アマンディルがヌーメノールの3番目の王になった。
- 500年頃 - サウロンが再び中つ国に現れた。
- 521年 - シルマリエン[1]はヌーメノールで生まれて、アンドゥーニエの統治者の家系は王の家系から分かれた。
- 532年 - イシルメ、シルマリエンの妹、誕生。
- 543年 - メネルドゥア、シルマリエンの弟、誕生。
- 590年 - タル＝エレンディルはヌーメノールの4番目の王になった。
- 600年 - ヌーメノールの船が初めて中つ国に向けて出帆した。
- 700年 - アナルディル誕生。
- 740年 - タル＝メネルドゥアはヌーメノールの5番目の王になった。
- 750年 - ノルドールはモリアの近くでエレギオンのくにを見つけた。
- 870年 - アナルディルがエレンディスと結婚した。
- 873年 - アンカリメ誕生。
- 882年 - アナルディルとエレンディスは分かれた。
- 883年 - タル＝アルダリオンはヌーメノールの6番目の王になった。
- 985年 - エレンディスの死。おそらく溺死。
- 1050年頃 - サウロンの影は緑森大森林におり、その森は闇の森に改名された。サウロンはバラド＝ドゥーアを造り始めた。
- 1075年 - タル＝アンカリメはヌーメノールの最初の女王にして第7代統治者となった。
- 1200年頃 - サウロンはエレギオンでノルドールを欺いたが、ギル＝ガラドはかれを信じなかった。ヌーメノール人はロンド・ダイア、ウンバールなどに中つ国の恒久的な港を造り始めた。
- 1280年 - タル＝アナーリオンはヌーメノールの7番目の王になった。
- 1350年頃 - ケレボルンとガラドリエルはかれらの娘ケレブリーアンを連れてエレギオンからローリエンまで移った。ケレブリンボールはエレギオンの統治者になった。
- 1394年 - タル＝スーリオンはヌーメノールの8番目の王になった。
- 1500年頃 - ケレブリンボールの下のノルドールはサウロンに命じられて、力の指輪を造りはじめた。
- 1566年 - タル＝テルペリエンはヌーメノールの2番目の女王にして第10代の統治者となった。
- 1600年頃 - 一つの指輪が造られた。バラド＝ドゥーアの完成。ケレブリンボールはサウロンと戦い始めた。
- 1693年 - エルフとサウロンの戦争が始まって、三つの指輪は隠される。
- 1695年 - エルロンドはギル＝ガラドの副官としてエレギオンに送られた。
- 1697年 - エレギオンが破壊されて、エルロンドは裂け谷の避難所をつくり、ケレブリンボールは死んだ。
- 1699年 - 裂け谷とリンドンが包囲された。
- 1700年 - ミナスティアは大海軍をリンドンに送った。サウロンの敗北。サウロン軍はエリアドールと沿岸部から撤退した。
- 1731年 - タル＝ミナスティアはヌーメノールの11番目の王になった。
- 1800年頃 - ヌーメノールは中つ国に恒久的な入植地を設立し始めた。
- 1869年 - タル＝キアヤタンはヌーメノールの12番目の王になった。
- 2029年 - タル＝アタナミア大王は、ヌーメノールの13番目の王になったが、ヴァラールに敵対的であった。エレンディリつまり「節士派」は秘かにまだエルフとあっていた。
- 2221年 - タル＝アンカリモンはヌーメノールの14番目の王になった。[2]
- 2251年 - 指輪の幽鬼が初めて現れる。
- 2280年 - ウンバールはヌーメノール人によって要塞化された。
- 2350年 - ペラルギアがエレンディリによって造られる。
- 2386年 - タル＝テレンマイテはヌーメノールの15番目の王になった。
- 2526年 - タル＝ヴァニメルデはヌーメノールの3番目の女王にして16番目の統治者になった。
- 2637年 - ヘルカルモはタル＝アンドゥカルとして玉座と支配を手にしたが、かれは王の系譜には数えられなかった。
- 2657年 - タル＝アルカリンはヌーメノールの17番目の王になった。
- 2737年 - タル＝カルマキルはヌーメノールの18番目の王になった。
- 2825年 - タル＝アルダミンはヌーメノールの19番目の王になった。
- 2899年 - アル＝アドゥーナホールはヌーメノールの20番目の王になり、エルフの言語クウェンヤでなく、人間の言語アドゥーナイクで王として名乗った最初の王となった。
- 2900年頃 - エルフ語の教育がヌーメノールで禁止された。
- 2962年 - アル＝ジムラソーンはヌーメノールの21番目の王になった。
- 3033年 - アル＝サカルソールはヌーメノールの22番目の王になった。
- 3102年 - アル＝ギミルゾールはヌーメノールの23番目の王になった。
- 3110年頃 - エルフ語の使用とエルフのヌーメノール訪問が禁止された。
- 3119年 - エレンディルの誕生。
- 3209年 - イシルドゥアの誕生。
- 3219年 - アナーリオンの誕生。
- 3177年 - タル＝パランティアは悔悟し、ヌーメノールの内戦をもたらした。
- 3243年 - 198歳のギミルハードの死。
- 3255年 - 黄金王アル＝ファラゾーンはタル＝パランティアの娘で、かれのいとこのミーリエルと結婚して、ヌーメノールの玉座を奪った。
- 3261年 - アル＝ファラゾーンは中つ国に向けて出帆してウンバールに上陸し、サウロンを捕虜にした。
- 3262年 - サウロンは囚人としてヌーメノールに連れてこられたが、ヌーメノール人を堕落させ始めた。
- 3265年頃 - サウロンはアル＝ファラゾーンの宮廷の助言者になった。
- 3280年頃 - イシルドゥアはニムロスから果物を盗んだ。その後、白の木は打ち倒されサウロンの神殿で燃えやされた。
- 3300年頃 - サウロンはメルコールの上級僧侶、「黒の王」の地位を確立した。エレンディリは公然と迫害され、モルゴスへの犠えにされた。
- 3310年 - サウロンの扇動により、アル＝ファラゾーンは大軍事力を蓄えはじめた。
- 3318年 - メネルディルの誕生。アナーリオンの4番目の息子で、ヌーメノールで生まれた最後の人間となった。
- 3319年 - アル＝ファラゾーンはアマンに足を下ろした。世界は変えられた。アルダからアマンとトル・エレッセアは切り離され、ヌーメノールは海に沈められ、世界は丸くなった。エレンディルとかれの息子たちは中つ国の岸に到着した。
- 3320年 - エレンディルとかれの息子、イシルドゥアとアナーリオンはゴンドールとアルノールを建国した。黒きヌーメノール人も追放者の国としてウンバールを建国した。
- 3429年 - サウロンはミナス・イシルを奪取し、白の木を燃やした。アナーリオンはオスギリアスを防御したが、イシルドゥアはアルノールに逃げた。
- 3430年 - エルフと人間の最後の同盟が結成された。
- 3434年 - サウロン軍はダゴルラドの戦いで敗れた。バラド＝ドゥーアの攻囲開始。
- 3440年 - アナーリオンが殺された。
- 3441年 - エレンディルとギル＝ガラドは直接戦い、サウロンを殺したが、かれらも殺された。サウロンの実体は破壊された。イシルドゥアはかれの父の刀ナルシルの断片を取り、サウロンの指から一つの指輪を切り取った。戦争の余波では、ギル＝ガラドに従った多くのエルフがヴァリノールに旅立った。中つ国のノルドールのくにの終わり。

### 第三紀
長さ3021年だった。特に記していない場合、追補編 B等(註を参照)によっている。
ホビット庄暦についての注意: 第三紀1601年にホビット庄は設立され、この年がホビット庄紀元元年である。したがって、第三紀の年号から1600を引くことでホビット庄暦の年に変換することができる。
- 2年 - ミナス・ティリスで白の木が植えられ、あやめ野の戦いでオークにイシルドゥアが殺され、一つの指輪はあやめ川に失われた。
- 109年 - エルロンドはケレボルンとガラドリエルの娘ケレブリーアンと結婚した。
- 130年 - エルロンドとケレブリーアンの間にエルラダンとエルロヒアが生まれた。
- 241年 - エルロンドとケレブリーアンの娘アルウェン・ウンドーミエルが生まれた。
- 492年 - 東夷がゴンドールに侵入した。
- 541年 - 東夷がゴンドールに再度侵入しローメンダキル王を殺した。
- 550年頃 - ゴンドールのトゥランバール王はリューンの東夷を破った。ロヴァニオンの王国はゴンドールの同盟国になった。
- 861年 - エアレンドゥアの死の後、アルノール王国はアルセダイン、カルドラン、およびルダウアに分裂した。
- 933年 - ゴンドールのエアルニル1世は奇襲によりウンバールを奪取した。
- 936年 - エアルニル1世は海で行方不明となった。
- 1000年頃 - 魔法使いが中つ国に来た。
- 1015年 - ヒャルメンダキル1世はゴンドールの王位に就いた。
- 1015年 - ウンバールの黒きヌーメノール人はかれらの故地を包囲した。
- 1030年 - ウンバールの包囲が終了し、黒きヌーメノール人はウンバールを回復した。
- 1050年 - ゴンドールの王ヒャルメンダキル1世はウンバールを征服した。ホビットがエリアドールに入植した。
- 1149年 - ヒャルメンダキル1世が死に、アタナタールはゴンドールの王位についた。
- 1200年頃 - ロヴァニオンの統治者は、「ロヴァニオンの王」になった。
- 1248年 - ゴンドールのローメンダキル2世は決定的な打撃を東夷に与えた。ロヴァニオンとの強固な同盟を形成し、アンドゥインの東の地すべてをロヴァニオンに割譲した。
- 1255年 - エルダカール生まれる。
- 1259年頃 - カスタミア生まれる。
- 1300年 - ナズグールが中つ国に再び現れ、魔王が造ったアングマールの王国が初めてアルセダインの北東の境界に現れる。
- 1344年 - ヴィドゥマヴィの死。
- 1356年 - アルセダインの王アルゲレブ1世は、いまやアングマールの操るルダウアの侵略を受け、殺された。かれの息子アルヴェレグ1世が王位を継いだ。
- 1366年 - ヴァラカールがゴンドールの王座を継いだ。
- 1409年 - カルドランはアングマールの王国によって征服され、ルダウアは滅亡。風見が丘の見張り塔と防備は、焼かれ、破壊された。
- 1432年 - エルダカールは、かれの父ヴァラカールの後を継いでゴンドールの王となった。
- 1437年 - 艦船の主、簒奪者カスタミアはゴンドールの王を僭称した。オスギリアスのパランティーアは川の中に失われた。
- 1447年 - エルダカールはロヴァニオン軍と共にゴンドールを回復し、カスタミアを殺した。
- 1448年 - 簒奪者カスタミアの息子とゴンドールの艦隊の大部分は南のウンバールまで逃れる。ウンバールの海賊として知られるようになった。
- 1540年 - ゴンドールのアルダミア王はハラドリムに殺された。
- 1600年 - 二人のファロハイド（ホビットを参照）の兄弟が、バランドゥイン川に渡り、対岸に住み着き、多くのホビットが後に続いた。
- 1601年 - ホビット庄へのホビットの植民始まる。
- 1634年 - ウンバールの海賊がゴンドールを襲い、ペラルギアでミナルディル王を殺し、都市を略奪した。
- 1636年 - 悪疫によりゴンドールとロヴァニオンの人口が激減した。
- 1810年 - ゴンドールのテルメフタール王はウンバールを滅ぼし、ウンバールダキルと改名した。
- 1851年 - 馬車族が初めてゴンドールを攻撃した。
- 1856年 - 馬車族がゴンドールの東の領土を侵略した。ナルマキル2世の死。
- 1899年 - ゴンドールは東から馬車族を攻撃した。馬車族によって占領されていたロヴァニオンは反乱を起こし、解放された。
- 1936年 - オンドヘアはカリメフタールの後を継いぎゴンドールの王となった。
- 1944年 - 馬車族とハラドリムの侵入時の戦いで、ゴンドールのオンドヘア王は息子たちとともに殺された。
- 1945年 - エアルニル2世がゴンドールの王を継いだ。
- 1964年 - アルセダインのアラファント王の息子、アルヴェドゥイが王位にいた。
- 1974年 - アルセダインの王国はアングマールに征服された。
- 1975年 - アルヴェドゥイの死。ゴンドールはフォルンオストの合戦でアングマールを滅ぼした。
- 1980年 - モリアのドワーフはドゥリンの禍すなわちバルログを呼び覚ましてしまった。これに、カザド＝ドゥームの王ドゥリン6世が殺された。ナズグールがモルドールに戻り、ミナス・イシルを包囲した。
- 1999年 - エレボールが創建された。
- 2050年 - ゴンドールの王朝の終わり（エレッサール王の帰還まで）。
- 2430年頃 - スメアゴルの誕生。
- 2460年 - サウロンが中つ国に戻った。南闇の森のドル・グルドゥアに拠点を確立した。
- 2463年 - いとこのデアゴルを殺した後、後にゴクリとして知られることになるスメアゴルが4番目の一つの指輪の所持者となる。
- 2501年 - エオルがエオセオドの統治者となる。
- 2509年 - ゴンドールの執政キリオンは軍事援助の要請をエオセオドに送った。ケレブリーアンはオークに待ち伏せられて、毒の傷を受け、これにより中つ国を去った。
- 2510年 - ローハンとゴンドールとの同盟が発効する。東夷はゴンドールへの大規模な侵入に着手した。バルホスはロヴァニオンを侵略して、独立しているくにとしては滅亡させた。そしてゴンドールに侵入し、カレナルゾンの大部分を征服したが、エオセオドの人々が撃退した。ゴンドールはカレナルゾンの無人の州をエオセオドの人々に与えた。
- 2545年 - ローハンの最初の王、青年王エオルは東夷との高地（ウオルド）の戦いで死んだ。ブレゴは第2代ローハン王としてかれの後を継いだ。
- 2570年 - アルドールは、わずか26歳で父ブレゴの死でローハンの3番目の王になった。
- 2645年 - フレアはかれの父のアルドールの死後にローハンの4番目の王になった。
- 2659年 - フレアヴィネ、ローハンの5番目の王即位。
- 2680年 - ゴールドヴィネ、ローハンの6番目の王即位。
- 2699年 - デオル、ローハンの7番目の王即位。
- 2718年 - グラム、ローハンの8番目の王即位。
- 2741年 - ローハンの9番目の王槌手王ヘルムが王位に就いた。第一王家の最後の王となった。
- 2746年 - ドル・アムロスの第15代大公アムソロスはウンバールの海賊に対するドル＝エン＝エアニルの防衛戦で落命した。
- 2758年 - 褐色人は、ウルフの下、ウンバールの海賊の助けを得てローハンに侵入した。
- 2758-2759年の長い冬 - 褐色人は角笛城を包囲した。
- 2759年 - ローハンの王、槌手王ヘルムは褐色人に殺された。かれの甥ヒルデの息子フレアラフが後を継いだ。サルマンがアイゼンガルドに住みついた。
- 2798年 - ヒルデの息子フレアラフ、ローハンの10番目の王は死んだ。かれの息子ブリッタ・レオファが後を継いだ。
- 2799年 - アザヌルビザールの戦いがモリアの東門であった。そこで、ドワーフはサウロンの手先のオーク達を破ったが、ドゥリンの禍（バルログ）とは戦うことなく撤退した。
- 2842年 - ブリッタ・レオファ、ローハンの11番目の王は死んだ。 かれの息子ヴァルダが後を継いだ。
- 2850年 - ガンダルフは、ドル・グルドゥアに入り、そこでサウロンが戻ってきたと確認した。
- 2851年 - ヴァルダ、ローハンの12番目の王はオークに殺され、かれの息子フォルカが後をついだ。
- 2864年 - フォルカ、ローハンの13番目の王は雑木山の大猪に殺される。息子のフォルクヴィネが後をついだ。
- 2885年 - ハロンドールが再度ウンバールの海賊の支持を受けたハラドリムに侵略される。フォルクヴィネ王の双子の息子、ファストレドとフォルクレドはポロスの渡しの戦いで、殺された。
- 2890年9月22日 - ビルボ・バギンズ生まれる。
- 2903年 - フォルクヴィネ、ローハンの14番目の王は死んで、かれの末の息子フェンゲルが後を継ぐ。
- 2907年 - ギルラインの誕生（後にアラソルン2世の妻となる）。
- 2911-2912年 - 凶年の冬。狼がホビット庄に侵入した。その後の洪水でサルバドは壊滅した。
- 2930年 - アラソルン2世はドゥーネダインの族長になった。
- 2931年 - アラソルン2世とギルラインの息子、アラゴルンの誕生。
- 2933年 - アラソルン2世はオークを狩っていて、殺される。
- 2941年7月 - ビルボ・バギンズが一つの指輪を手に入れた。白の会議はドル・グルドゥアからサウロンを追い出した。
- 2941年10月 - エスガロスは竜のスマウグに攻撃され、その後スマウグは弓の達人バルド（英語版）に殺された。五軍の合戦。
- 2951年 - 後にアラゴルンとして知られることになるエステルは成年に達し、かれの遺産について話を聞く。ウンバールの海賊は、モルドールと公然と同盟し、アル＝ファラゾーンのサウロンに対する勝利の記念碑を破壊した。
- 2953年 - 白の会議の最後の会合。ローハンの15番目の王フェンゲルは死んだ。 息子のセンゲルはローハンに戻って、後を継いだ。
- 2956年 - アラゴルンが初めて灰色のガンダルフに会った。
- 2957-2980年 - アラゴルンは「ソロンギル」としてローハンのセンゲル王、およびゴンドールの執政エクセリオン2世の軍隊で勤務した。
- 2968年9月22日 - フロド・バギンズが生まれる。
- 2978年 - ボロミアの誕生。
- 2980年 - アルウェンはアラゴルンに手を与え結婚の誓約とした。フロド・バギンズはボート遊びの事故でかれの両親を失った。アラゴルンは、エクセリオン2世の任務で、南方への作戦行動を行い、ウンバールの支配者、港の大将を殺した。サムワイズ・ギャムジー生まれる[3]。センゲルの息子セオデンはかれの父の死の後にローハンの17番目の王になった。 セオデンは第二家系の最後の王である。
- 2982年 - メリアドク・ブランディバック（メリー）の誕生。
- 2983年 - ファラミアの誕生。
- 2989 年 - フロド・バギンズはビルボ・バギンズの養子となる。バーリン導いるドワーフの一団がモリアへの再入植を試みた。
- 2990年 - ペレグリン・トゥック（ピピン）の誕生。
- 2991年 - エオメルの誕生。
- 2994年 - バーリンが殺された。モリアのドワーフの居留地は滅亡した。
- 2995年 - エオウィンの誕生。
- 3001年 - ビルボ・バギンズは111歳になって、ホビット庄を去った。
- 3002年 - 恐らくパール・トゥックよって押されたために、トゥック一族の女家長、119歳のラリア・クレイハンガーLalia Clayhanger[4]は死んだ。ビルボは裂け谷に住みついた。
- 3009年 - アラゴルンはガンダルフの要請でゴクリを捕らえ、闇の森のスランドゥイル王の広間にかれを連れて来た。
- 3014年 - サルマンは、ローハンの17番目の王、セオデンを弱らせる策略を始めた。

#### 「大いなる年」
特に記していない場合、追補編 B等(註を参照)によっている。

##### 3018年
- 指輪の幽鬼は一つの指輪を取り戻す任務を与えられた。
- 4月12日 - ガンダルフはホビット村に来訪。かれはホビット庄に戻り、フロド・バギンズに指輪を持ち去るよう告げた。
- 6月20日 - サウロンはオスギリアスを攻撃した。
- 7月4日 - ボロミアはミナス・ティリスを去った。
- 7月10日 - サルマンはオルサンクにガンダルフを幽閉した。
- 9月18日 - ガンダルフはオルサンクから逃れた。
- 9月19日-21日 - ガンダルフはエドラスに着き、飛蔭を得た。
- 9月23日 - フロドは袋小路屋敷から旅立った。
- 9月26日 - フロドはトム・ボンバディルに会った。
- 9月30日 - アラゴルンはブリー村の躍る小馬亭でフロド・バギンズに会った。
- 10月6日 - フロドは風見が丘で傷ついた。
- 10月20日 - フロドはブルイネンの渡しを渡った。
- 10月25日 - 裂け谷でのエルロンドの会議。
- 12月25日 - 指輪の仲間は晩に裂け谷から出発した。

##### 3019年
- 1月15日 - ガンダルフ、モリアの橋の上でバルログと戦い、奈落へと落ちる。指輪の仲間、この日の夜、ニムロデルに到着する。
- 1月17日 - 指輪の仲間、カラズ・ガラゾンに入る。
- 2月16日 - 指輪の仲間、ロスロリアンを出発。
- 2月26日 - 指輪の仲間、離散する。ボロミア、オークと戦い討ち死にする。メリーとピピン、オークに攫われる。フロドとサム、東エミン・ムイルへ入る。アラゴルン、レゴラス、ギムリ、メリーとピピン救出のため、オークを追う。
- 2月29日 - メリーとピピンがオークから逃れ木の鬚と出会う。
- 3月1日 - ガンダルフはアラゴルン、レゴラス、ギムリに出会い、エドラスに向かう。フロドは死者の沼地に抜ける旅を始める。
- 3月3日 - 角笛城の合戦。
- 3月5日 - ローハン軍、アイゼンガルドに到着。
- 3月7日 - ファラミア、フロドをヘンネス・アンヌーンに連行する。
- 3月8日 - アラゴルン、レゴラス、ギムリが死者の道に入る。
- 3月9日 - ガンダルフとピピン、ミナス・ティリスに到着する。
- 3月10日 - フロドとサムは、軍隊がミナスをモルグルから出撃するのを見る。
- 3月12日 - フロドはシェロブのねぐらに導かれる。
- 3月13日 - フロド、キリス・ウンゴルのオークに捕らえられる。アラゴルン、ペラルギアでウンバール艦隊を得る。
- 3月15日 - ローハンのセオデン王、ペレンノール野の合戦で討ち死にし、エオメルが第18代ローハンの王として彼の後継となる。エオウィンとメリーは魔王を殺した。
- 3月18日 - 軍隊はミナス・ティリスへ去って、フロドとサムはオークの一団に紛れ込む。
- 3月25日 - ゴクリ（スメアゴル）のおよそ589歳での死。一つの指輪の破壊。黒門の正面でゴンドールとローハンの連合軍が包囲される。モランノンの戦い。冥王サウロンの最終的な敗北。
- 5月 - アラゴルン、アルノールとゴンドールの再統一された王国の王として戴冠。公にエレスサール王と名乗る。ガンダルフ、アラゴルンが新しい白の木の苗木を見つけるのを助ける。
- (日付不詳) - ファラミアとエオウィン結婚する。
- 夏至(6月と7月の間) - アラゴルンとアルウェン・ウンドーミエルが結婚する。
- 7月 - セオデン王、エドラスでローハンの王たちの横に葬られる。
- 9月21日 - ホビット、裂け谷に到着する。
- 9月22日 - サルマン、ホビット庄に到着する。
- 11月1日 - 4人のホビットが蛙村で逮捕される。
- 11月3日 - 水の辺村の戦い。サルマンと蛇の舌の死。

##### 3020-21年
- 3020年5月1日 - サムワイズ・ギャムジーはロージー・コトンと結婚して、かれらは袋小路屋敷に移り住んだ。
- 3021年 - エオメルはイムラヒルの娘、ドル・アムロスのロシーリエルと結婚した。
- 3021年9月22日 - トゥック翁を凌いで、ビルボはかれの131回目の誕生日を迎えた。
- 3021年9月29日 - エルロンド、ガラドリエル、ガンダルフ、フロド、およびビルボは灰色港から出発した。
- 10月6日 - サムは袋小路屋敷へ帰って来た。

### 第四紀
長さは不明である。特に記していない場合、追補編 B(註を参照)によっている。
ゴンドールの暦では、第四紀は第三紀3021年3月25日に始まった。以下の出来事の大部分はホビット庄暦により記録されていたので、第四紀の年への換算には誤差がある。いくつかの出来事は第四紀の翌年に起こったかもしれない。
- 6年 - ペレグリン・トゥックはロング・クリーヴ家のダイアモンドと結婚した。
- (年不詳) - エオメルとロシーリエルの息子、エルフヴィネの誕生。
- (年不詳) - ファラミアとエオウィンの息子、エルボロンの誕生。
- (年不詳) - 石の兜トーリン3世の息子、ドゥリン7世の誕生。
- 13年 -  ペレグリン・トゥックはホビット庄の第32代セインになった。
- 15年 -  ギムリの父、グローインの死。
- 34年 -  イムラヒル大公の死。イムラヒルの息子エルフィアが大公を継いだ。
- 41年 -  庭師家のフロドの跡取り息子、庭師家のホルファストの出生。
- 43年 -  アラゴルンとアルウェンの息子、エルダリオンの誕生。
- 61年 -  サムワイズ・ギャムジーはミスロンドから中つ国を去った。
- 63年 -  102歳のメリアドク・ブランディバックおよびペレグリン・トゥックはゴンドールに住むためにホビット庄を去った。エオメルの93歳での死。かれの息子エルフヴィネがローハンの王座を継いだ。
- 67年 -  イムラヒルの息子エルフィア、ドル・アムロスの第23代大公の死。エルフィアの息子アルフロスは大公を継いだ。
- 80年 -  サム・ギャムジーの相続人およびひ孫のお山のハーディングの出生。
- 82年 -  ファラミアの120歳での死。かれの息子エルボロンは大公を継いだ。
- 91年 -  バーリンの弟ドワーリンの341歳での死。
- 95年 -  ドル・アムロスのエルフィアの息子のアルフロス大公の死。
- 120年 -  アルノールとゴンドールの再統一王国の王、アラゴルンの210歳での死。治世は122年にわたった。アラゴルンの息子エルダリオンが王位に就いた。伝説によると、アラゴルンの死に際して、レゴラスは船を作り不死の地へ向け西に旅立った。このとき、いまや非常に年老いたドワーフのギムリを連れて行ったという。
- 121年 -  アルウェンの2901歳での死。
- 172年 -  西境の赤表紙本の写本の一つが作られた。
- 185年 -  お山のハーディング、サム・ギャムジーの相続人の死。

## 戦争

### 第一紀
二本の木の時代
- 4590年 - 神々の戦い
- 4995年 - アルクウァロンデの同族殺害

太陽の時代
- 1年 - ダゴール＝ヌイン＝ギリアス、星々の下の合戦。
- 75年 - ダゴール・アグラレブ、赫々たる勝利の合戦。アングバンドの包囲の始まり。
- 75-455年 - アングバンドの包囲。
- 455年 - ダゴール・ブラゴルラハ、俄に焰流るる合戦。これにより、アングバンドの包囲は終わった。
- 473年 - ニアナイス・アルノイディアド、涙尽きざる合戦。
- 583年 - 怒りの戦い

ベレリアンドの合戦も参照。
その他の戦い: トゥムハラドの戦い。ゴンドリンの没落。2回に渡るドリアスの襲撃（ドワーフによる襲撃と他のエルフによる同族殺害）。エルフと木の牧人が滅ぼしたドワーフの軍勢。シリオン河口の居住地の襲撃（第3の同族殺害）。ドワーフによるシンゴルの殺人。バルログとのグロールフィンデルの戦い。

### 第二紀
- 1693-1701年 - エルフとサウロンの戦争。
- 3255年 - アル＝ファラゾーン軍はサウロンを卑しめた。
- 3319年 - アル＝ファラゾーンはアマンを攻撃した - ヌーメノールの没落。
- 3429年 - サウロンがミナス・イシルを奪取し、ミナス・アノールを攻撃した。
- 3434年 - ダゴルラドの戦い。
- 3434-3441年 - バラド＝ドゥーアの攻囲。
- 3441年 - 滅びの山の山腹で、エレンディルとギル＝ガラドは、サウロンと戦った。

### 第三紀
- 2年 - あやめ野の戦い
- 1432年 - 同族間の争いはあからさまな反逆になった。
- 1447年 - エルイの渡しの合戦
- 1945年 - 野営地の合戦
- 1975年 - フォルノストの合戦
- 2509年 - ケレブラントの野の戦い
- 2747年 - 緑野の合戦
- 2799年 - アザヌルビザールの戦い（ドワーフとオークの戦争の一部）
- 2941年 - 五軍の合戦

#### 指輪戦争
- 3019年2月23日 - アイゼンの浅瀬の最初の合戦
- 3019年3月2日 - アイゼンの浅瀬の第2の合戦
- 3019年3月2日 - アイゼンガルドの破壊
- 3019年3月4日 - 角笛城の合戦
- 3019年3月13日 - オスギリアスの合戦
- 3019年3月15日 - ペレンノール野の合戦
- 3019年3月17日～20日 - 谷間の国の合戦
- 3019年3月25日 - モランノンの合戦
- 3019年3月27日 - エレボールの攻囲を解く。
- 3019年11月3日 - 水の辺村の戦い

##### その他の戦闘や衝突
ナズグールはホビット庄を警備している野伏を追い払った。
ホビット庄でのホビットたちと黒の乗手との遭遇。
ナズグールはブリー村を攻撃した。
古森でのホビットたちと柳じじいとの遭遇。
塚山丘陵でのホビットたちと塚人との遭遇。
風見が丘でのナズグールとガンダルフの戦い。
風見が丘でのアラゴルンとホビットに対するナズグールの攻撃。
ブルイネンの渡しでのナズグールの壊走。
モリア西門近くでの指輪隊とワーグとの戦い。
モリア内マザルブルの間での指輪隊とトロール、オークとの戦い。
モリア内東門近くのドゥリンの橋でのガンダルフとバルログの戦い。
銀枝山山頂、ドゥリンの塔でのガンダルフとバルログの山頂の闘い。
指輪隊を追ってローリエンに進入したオークの一団がエルフによって壊滅する。
指輪の仲間がサルン・ゲビアを渡るときに矢が射かけられた。
パルス・ガレン近くでのオークとの戦い。
ローハンの平野でのサウロン配下のオークと、サルマン配下のオークとの仲間割れ。
ローハンの乗手はメリーとピピンを捕らえたオークを壊滅した。
シェロブの棲処の東口で、サムはシェロブと戦った。
アラゴルンと死者の軍勢はペラルギアで海賊船隊を鹵獲した。
キリス・ウンゴルの塔でのオークたちの仲間割れ。
アイゼン口南側でのオークたちの仲間割れ。
エントはエントの森の東にある高地 (ウォルド)でオークの軍隊を殲滅した。
はなれ山、闇の森とローリエンでの自由の民とモルドール軍との戦い。
オロドルインの火口、サンマス・ナウアでの、フロドとゴクリの格闘。
モランノンへと進めなかった兵による、カイア・アンドロスのオークと東夷からの奪還。

### 世界の終わり
- ダゴール・ダゴラス

## 本当の出来事に関して
トールキンは、指輪戦争の後も紀が続き、われわれの時代はおよそ第七紀の初めだとしばしば言及した。これは、現実へのこのファンタジーをつなぐ橋である。したがって本項は神話全体の関連する出来事の一覧となる。

### 「第六紀と第七紀」
- 1892年1月3日 - ジョン・ロナルド・ローエル・トールキンが生まれた。
- 1914年 - 1919年 - 第一次世界大戦(J・R・R・トールキンはイギリス軍人として戦った。) 同盟国は勝利宣言した、そして、一時的な平和が確立された。
- 1924年11月21日 - クリストファ・トールキンが生まれた。
- 1937年9月21日 - 『ホビットの冒険』を、ロンドンのアレン・アンド・アンウィン社が刊行した。
- 1941年 - 1945年 - 第二次世界大戦。1945を第六紀の終わりとしてみることができる。
- 1954年-1955年 - 『指輪物語』全三巻をアレン・アンド・アンウィン社が数か月ずつ置いて刊行した（詳細は、『指輪物語』の出版史の項を参照のこと）。
- 1966年 - 『トム・ボンバディルの冒険』の刊行。BBCラジオが『ホビットの冒険』を8回（計4時間）に分けて放送した。
- 1972年 - 1975年 - 評論社から『指輪物語』瀬田貞二訳が刊行された。
- 1973年9月2日J・R・R・トールキン死去。
- 1977年 - 『ホビットの冒険』のアニメ版が米国でテレビ放送された。
- 1977年 - 『シルマリルの物語』が発行された。
- 1978年 - ユナイテッド・アーティスツが『旅の仲間』と『二つの塔』の前半のアニメ映画を製作した。
- 1980年 - 『終わらざりし物語』の出版。
- 1981年 - The Letters of J. R. R. Tolkienの出版。
- 1982年 - 評論社から『シルマリルの物語』田中明子訳が刊行された。
- 1983年 - 2002年 - 全12巻および索引からなるThe History of Middle-earth（『中つ国の歴史』）シリーズが発行された。
- 1993年 - ユニコードにエルフ文字のテングワールとキアスを包含するよう提案された。
- 2001年 - ピーター・ジャクソンの映画『ロード・オブ・ザ・リング』が公開された。
- 2002年 - 『ロード・オブ・ザ・リング/二つの塔』が公開された。
- 2003年 - 『ロード・オブ・ザ・リング/王の帰還』が公開された。
- 2003年 - 河出書房新社から『終わらざりし物語』山下なるや訳が刊行された。
- 2004年2月29日 - 『王の帰還』が監督賞、作品賞を含む11部門のアカデミー賞を獲得した。
- 2012年 - ピーター・ジャクソンの映画『ホビット 思いがけない冒険』が公開された。
- 2013年 - 『ホビット 竜に奪われた王国』が公開された。
- 2014年 - 『ホビット 決戦のゆくえ』が公開された。
- 2022年9月2日 - J・A・バヨナのドラマシリーズ『ロード・オブ・ザ・リング:力の指輪』が公開された。

## 註
1. ↑  シルマリエンは間違いなくタル＝エレンディルの長子であり、かの女の生年月日は第二紀521年であると、何度か記述されている。「代々の物語」では、548年の項をシルマリエンの生年としているが、それはテキストの最初の草稿に戻った記述であった(詳細に関してシルマリエンの記事を参照)。しかしこれはかの女の弟妹の生年と矛盾するため、間違いである。これは、2005年発行の50周年記念版で521年に訂正されている。
2. ↑  「代々の物語」では、第二紀2251年に「タル＝アタナミア王位につく。」とある。しかしながら、アタナミアは2221年に死んだ。 2221年は2251年の訂正である、そして、前者(2221年)は後の表に現れる、初期の表は後者（2251年）であるので、2251年（正しくは2221年）「タル＝アタナミアの死。タル＝アンカリモンは王位を取った。」となるべきだった。2005年発行の50周年記念版では2251年の項が「タル＝アタナミアの死。タル＝アンカリモンは王位を取った」となっている。
3. ↑  「代々の物語」(追補編B)の年表の、第三紀2983年の項には“サムの生年”と記されているが、この記述は不正確なものである。同年表において、“ホビット庄暦1476年（第三紀3076年）にはサムは96歳”とあるので、この記述が正しいとすれば、サムの生年は2983年とするより、2980年が正しい。「サムワイズ殿の家系」(追補編C)ではサムの生年は、ホビット庄暦1380年である(つまり第三紀2980年)。また、ホビット庄暦1383年(第三紀2893年)はかれの妹マリゴールドの生年となっている。しかしふたりが同年に生まれるということはありえないので、ここでも追補編Bの記述に疑いが生じる。同じく追補編Cでは、メリーの生年は第三紀2982年である。『旅の仲間』では、“メリーおよびピピンは、サムとフロドの両方より若い”と記述されており、ここでも追補編Cの記述が裏付けられている。サムの生年は第三紀2980年に違いない。2005年発行の50周年記念版では「代々の物語」(追補編B)の第三紀2980年の項にサムの生年が移されている。
4. ↑  ラリア(ホビット庄暦1283生まれ)はThe Letters of J. R. R. Tolkienに現れるだけである。パールはピピンの姉である。トゥック一族を参照のこと。